# Grands Prix automobiles de la saison 1921
1920 1922
La saison de Grands Prix automobiles 1921 a été organisée par l'Association Internationale des Automobile Clubs Reconnus (AIACR). Le championnat comportait deux Grandes Épreuves : le Grand Prix de France et le Grand Prix d'Italie.

## Grands Prix de la saison

### Grandes Épreuves
| Grand Prix          | Circuit | Date        | Pilote vainqueur | Constructeur vainqueur | Résultats |
| ------------------- | ------- | ----------- | ---------------- | ---------------------- | --------- |
| Grand Prix de l'ACF | Le Mans | 25 juillet  | Jimmy Murphy     | Duesenberg             | Résultats |
| Grand Prix d'Italie | Brescia | 4 septembre | Jules Goux       | Ballot                 | Résultats |

### Autres Grands Prix
| Grand Prix                           | Circuit          | Date         | Pilote vainqueur   | Constructeur vainqueur | Résultats |
| ------------------------------------ | ---------------- | ------------ | ------------------ | ---------------------- | --------- |
| Circuito del Garda                   | Salò             | 22 mai       | Eugenio Silvani    | Bugatti                | Résultats |
| Targa Florio                         | Madonies         | 29 mai       | Giulio Masetti     | Fiat                   | Résultats |
| Coppa della Cascine                  | Florence         | 6 juin       | "Deo" Chiribiri    | Chiribiri              | Résultats |
| Grand Prix du M.C.F.                 | Provins          | 26 juin      | Charles Chabreiron | Precloux               | Résultats |
| Grand Prix de Boulogne               | Boulogne-sur-Mer | 3 juillet    | Joseph Collomb     | Corre La Licorne       | Résultats |
| Grand Prix du Mugello                | Mugello          | 24 juillet   | Giuseppe Campari   | Alfa Romeo             | Résultats |
| Trophée Armangué (ca)                | Tarragone        | 29 juillet   | Joan Andreu        | David (en)             | Résultats |
| Coppa Florio                         | Brescia          | 4 septembre  | Jules Goux         | Ballot                 | Résultats |
| Grand Prix automobile des gentlemens | Brescia          | 11 septembre | Giulio Masetti     | Mercedes               | Résultats |
| Coupe des Voiturettes                | Le Mans          | 18 septembre | René Thomas        | Talbot                 | Résultats |
| Coppa Montenero                      | Livourne         | 25 septembre | Corrado Lotti      | Ansaldo                | Résultats |
| Grand Prix de Penya-Rhin             | Sitges-Terramar  | 16 octobre   | Pierre De Vizcaya  | Bugatti                | Résultats |
| JCC 200 miles                        | Brooklands       | 22 novembre  | Henry Segrave      | Talbot-Darracq         | Résultats |

- N.B : en italique, les courses en catégorie voiturette ou cyclecar

## Grands Prix nord-américains
Les courses se déroulant aux États-Unis sont regroupées au sein du Championnat américain. Au total 21 courses dont 10 comptant pour le classement final se déroulent cette année-là.
Harry Hartz remporte le championnat.
| Grand Prix               | Circuit      | Date   | Pilote vainqueur | Constructeur vainqueur | Résultats |
| ------------------------ | ------------ | ------ | ---------------- | ---------------------- | --------- |
| 500 miles d'Indianapolis | Indianapolis | 30 mai | Tommy Milton     | Frontenac              | Résultats |

## Remarque
- La même année se court également en France le Grand Prix automobile de la Corse (Sport).